# Согатак (Мічиган)
Согатак (англ. Saugatuck) — місто (англ. city) в США, в окрузі Аллеган штату Мічиган. Населення — 865 осіб (2020).

## Географія
Согатак розташований за координатами 42°39′25″ пн. ш. 86°12′17″ зх. д. / 42.65694° пн. ш. 86.20472° зх. д. (42.657039, -86.204739).  За даними Бюро перепису населення США в 2010 році місто мало площу 3,80 км², з яких 3,05 км² — суходіл та 0,75 км² — водойми. В 2017 році площа становила 5,50 км², з яких 4,22 км² — суходіл та 1,27 км² — водойми.

## Демографія
Згідно з переписом 2010 року, у місті мешкало 925 осіб у 513 домогосподарствах у складі 243 родин. Густота населення становила 243 особи/км².  Було 942 помешкання (248/км²).
Расовий склад населення:
| - 95,6 % — білих - 0,6 % — корінних американців - 0,6 % — чорних або афроамериканців - 0,4 % — азіатів |

До двох чи більше рас належало 1,8 %. Частка іспаномовних становила 3,8 % від усіх жителів.
За віковим діапазоном населення розподілялося таким чином: 12,5 % — особи молодші 18 років, 65,9 % — особи у віці 18—64 років, 21,6 % — особи у віці 65 років та старші. Медіана віку мешканця становила 53,3 року. На 100 осіб жіночої статі у місті припадало 102,0 чоловіків;  на 100 жінок у віці від 18 років та старших — 98,8 чоловіків також старших 18 років.
Середній дохід на одне домашнє господарство  становив 79 784 долари США (медіана — 60 000), а середній дохід на одну сім'ю — 91 762 долари (медіана — 74 375). За межею бідності перебувало 18,3 % осіб, у тому числі 34,0 % дітей у віці до 18 років та 7,9 % осіб у віці 65 років та старших.
Цивільне працевлаштоване населення становило 361 осіб. Основні галузі зайнятості: науковці, спеціалісти, менеджери — 19,9 %, мистецтво, розваги та відпочинок — 16,1 %, фінанси, страхування та нерухомість — 14,4 %.